# ブルー・アイドル
『ブルー・アイドル』（The Blue Idol）は、ナラダ・プロダクションから（日本では東芝EMIから3月27日に）発売されたアルタンのスタジオ・アルバム。

## 収録曲
1. デイリー・グローイング - "Daily Growing" – 4:53
2. アンクル・ラット - "Uncle Rat" – 2:18
3. ロアリング・ウォーター - "Roaring Water" – 3:15
4. プリティー・ヤング・ガール - "The Pretty Young Girl" – 4:39
5. ブルー・アイドル - "The Blue Idol/The Butchers March" – 3:05
6. ザ・トリップ・トゥ・カレンズタウン - "The Gatehouse Maid/The Ashplant/The Trip to Cullenstown" – 3:52
7. イエロー・ブラックバードを抱きしめて - "Cuach Mo Lon Dubh Buí" – 3:02
8. 母の喜び - "Mother's Delight/Ormond Sound/Mike Hoban's Reel" – 4:22
9. ザ・ロー・ハイランド - "The Low Highland/Moneymusk/Duncan Davidson Highlands/The Wild Irishman Reel" – 3:39
10. 見習い水兵の少年 - "The Sea-Apprentice Boy" – 3:50
11. ティーリンに乾杯 - "Sláinte Theilinn – A Health to Teelin" – 4:00
12. アン・カリーン・ジャス・オーグ - "An Cailín Deas Óg" – 4:40
13. グウィーバラ・ブリッジ - "Comb Your Hair and Curl It/Gweebarra Bridge" – 3:45

## パーソネル

### アルタン
- マレード・ニ・ウィニー (Mairéad Ní Mhaonaigh) - フィドル、ボーカル
- キーラン・トゥーリッシュ (Ciaran Tourish) - フィドル、ホイッスル、バック・ボーカル
- ダーモット・バーン (Dermot Byrne) - アコーディオン
- キーラン・クラン (Ciarán Curran) - ブズーキ、マンドリン
- マーク・ケリー (Mark Kelly) - ギター、ブズーキ、バック・ボーカル
- ダヒー・スプロール (Dáithí Sproule) - ギター、バック・ボーカル

### ゲスト・ミュージシャン
- ジェームズ・ブレナーハセット (James Blennerhassett) – ベース (1, 2)
- ポール・ブレディ (Paul Brady) – ボーカル (1)
- ハリー・ブラッドリー (Harry Bradley) – フルート (5, 8)
- リッチー・バックリィ (Richie Buckley) - サクソフォーン (7)
- スティーヴ・クーニー (Steve Cooney) - ベース (11)
- ジミー・ヒギンズ (Jimmy Higgins) - バウロン (1-3, 5, 6, 8, 9, 11, 13)
- ドーナル・ラニー (Dónal Lunny) - ブズーキ (1, 4, 11, 12)、キーボード (1)
- ニール・マーティン (Neil Martin) - チェロ (11)
- アンナ・ニ・ウィニー (Anna Ní Mhaonaigh) - バック・ボーカル
- リアム・オフリン (Liam O'Flynn) – イリアン・パイプス (3)
- ドリー・パートン (Dolly Parton) – ボーカル (4)